# Нетома
Нетома — река в России, протекает по Республике Карелия и Архангельской области. Устье реки находится в 147 км по левому берегу Водлы. Длина реки составляет 107 км, площадь водосборного бассейна — 776 км².
Река берёт начало на северо-востоке Плесецкого района, у административной границы с Онежским районом, вытекая из озера Нетомского. Течёт с севера на юг. Порожиста. По реке в среднем и нижнем течении проходит административная граница Архангельской области и Карелии. Нетома — крупнейшая река в Плесецком районе, относящаяся к бассейну Атлантического океана.

## Притоки
(указано расстояние от устья)
- 13 км: Черча (лв)
- 38 км: Корза (лв) (исток — озеро Великое)
  - Лебедиха
- 43 км: Шойкаполда (пр)
- Шойна (пр) (вытекает из Шойнозера
- Валиручей (пр)
- Берёзовый (пр)
- 96 км Макаровка (лв)

## Данные водного реестра
По данным государственного водного реестра России относится к Балтийскому бассейновому округу, водохозяйственный участок реки — Водла, речной подбассейн реки — Свирь (включая реки бассейна Онежского озера). Относится к речному бассейну реки Нева (включая бассейны рек Онежского и Ладожского озера).
Код объекта в государственном водном реестре — 01040100412102000016517.